# Josef Štrobl
Josef Štrobl (10. února 1910 – ?) byl český fotbalista, záložník.

## Fotbalová kariéra
V československé lize hrál za SK Prostějov. V lize nastoupil v 91 utkáních a dal 15 gólů. Ve Středoevropském poháru nastoupil v 6 utkáních a dal 1 gól. Po odchodu z Prostějova hrál ve Francii za Racing Strasbourg.

## Ligová bilance
| Ročník              | Zápasy | Góly | Klub         |
| ------------------- | ------ | ---- | ------------ |
| Státní liga 1934/35 | 22     | 5    | SK Prostějov |
| Státní liga 1935/36 | 26     | 3    | SK Prostějov |
| Státní liga 1936/37 | 22     | 4    | SK Prostějov |
| Státní liga 1937/38 | 21     | 3    | SK Prostějov |
| CELKEM              | 91     | 15   |              |